# Mesterholdenes Europa Cup i håndbold 1960-61 (kvinder)
Mesterholdenes Europa Cup i håndbold 1960-61 for kvinder var den første udgave af Mesterholdenes Europa Cup i håndbold for kvinder. Turneringen havde deltagelse af otte klubhold, der var blevet nationale mestre sæsonen forinden. Turneringen blev afviklet som en cupturnering, hvor alle opgørene blev afviklet over to kampe, hvor holdene mødtes både ude og hjemme.
Turneringen blev vundet af Ştiinţa Bucureşti fra Rumænien, som i finalen besejrede Dinamo Praha fra Tjekkoslovakiet med 13-5 over to kampe. Der var ingen dansk deltagelse i turneringen.

## Resultater

### Kvartfinaler
| Dato   | Dato   | Hjemmehold i 1. kamp | Udehold i 1. kamp | Resultat | Resultat | Resultat |
| 1.kamp | 2.kamp | Hjemmehold i 1. kamp | Udehold i 1. kamp | Samlet   | 1.kamp   | 2.kamp   |
| ------ | ------ | -------------------- | ----------------- | -------- | -------- | -------- |
| ?      | ?      | Ştiinţa Bucureşti    | Dinamo Praha      | 13–5     | 8-1      | 5-4      |
| ?      | ?      | Žalgiris Kaunas      | Cracovia          | 13–9     | 5-3      | 8-6      |
| 9.1.   | 23.1.  | RSF Mülheim          | US d'Ivry         | 25–10    | 13-3     | 12-7     |
| 9.1.   | ?      | Dinamo Praha         | Danubia Wien      | 12–8     | 8-6      | 4-2      |

### Semifinaler
| Dato   | Dato   | Hjemmehold i 1. kamp | Udehold i 1. kamp | Resultat | Resultat | Resultat |
| 1.kamp | 2.kamp | Hjemmehold i 1. kamp | Udehold i 1. kamp | Samlet   | 1.kamp   | 2.kamp   |
| ------ | ------ | -------------------- | ----------------- | -------- | -------- | -------- |
| 5.2.   | 19.2.  | Ştiinţa Bucureşti    | Žalgiris Kaunas   | 20–7     | 12-4     | 8-3      |
| ?      | 11.2.  | RSF Mülheim          | Dinamo Praha      | 5–10     | 3-6      | 2-4      |

### Finale
| Dato   | Dato   | Hjemmehold i 1. kamp | Udehold i 1. kamp | Resultat | Resultat | Resultat |
| 1.kamp | 2.kamp | Hjemmehold i 1. kamp | Udehold i 1. kamp | Samlet   | 1.kamp   | 2.kamp   |
| ------ | ------ | -------------------- | ----------------- | -------- | -------- | -------- |
| 11.3.  | 18.3.  | Ştiinţa Bucureşti    | Dinamo Praha      | 13–5     | 8-1      | 5-4      |